# Evdokimov (Mondkrater)
Evdokimov ist ein Einschlagkrater auf der Mondrückseite.
Der Evdokimov-Krater liegt östlich des Evershed-Kraters und südsüdwestlich des Gadomski-Kraters.
Aufgrund seiner Lage kann er von der Erde aus nicht direkt beobachtet werden.
| Buchstabe | Position            | Durchmesser | Link |
| --------- | ------------------- | ----------- | ---- |
| G         | 33,69° N, 150,59° W | 45 km       |      |
| N         | 31,53° N, 153,73° W | 26 km       |      |